# Это началось в Неаполе
«Это началось в Неаполе» (англ. It Started in Naples) — американский художественный фильм в жанре романтической комедии, поставленный режиссёром Мелвиллом Шавельзоном. Премьера фильма состоялась 7 августа 1960 года.

## Сюжет
Адвокат Майкл Гамильтон приезжает из Филадельфии в Неаполь, чтобы уладить дела своего умершего брата Джозефа, с которым он долгое время не виделся. Он придерживается невысокого мнения об итальянцах, и его предубежденность усиливается, когда от адвоката Марио Витале он узнает, что Джозеф, несмотря на то, что у него в Филадельфии осталась жена, завел семью в Неаполе и оставил после себя сына, восьмилетнего Нандо. Мальчика воспитывает его тетя, красотка Лючия Курчо. Узнав, что Лючия работает танцовщицей в ночном клубе на Капри, Гамильтон собирается забрать у неё Нандо и увезти в Америку, однако в итоге влюбляется в неё.

## В ролях
| Актёр            | Роль            |
| ---------------- | --------------- |
| Кларк Гейбл      | Майкл Гамильтон |
| Софи Лорен       | Лючия Курчо     |
| Витторио Де Сика | Марио Витале    |
| Мариэтто         | Нандо Гамильтон |
| Паоло Карлини    | Ренцо           |

## Производство
Фильм находился в производстве с августа по октябрь 1959 года. Рабочими названиями были «Песня Капри», «Остров Капри» и «Неаполитанский залив».
Натурные съёмки проходили в Риме, Неаполе и на острове Капри. Поскольку ураган разрушил декорации, выстроенные на Капри, на время их восстановления кинематографисты переключились на интерьерные съёмки, которые проводились на киностудии Cinecittà Studios в Риме.

## Оценки
Ни один из критиков в своих рецензиях, представленных на сайте-агрегаторе Rotten Tomatoes, не дал положительного отзыва о фильме.

## Номинации
В 1961 году фильм был номинирован на премию «Оскар» за лучшие декорации.